# フランクフォート・ド・モンモランシー子爵
フランクフォート・ド・モンモランシー子爵（フランクフォート・ド・モンモランシーししゃく、英: Viscount Frankfort de Montmorency）は、アイルランド貴族の爵位。1816年に創設され、1917年に廃絶した。

## 歴史
トーリー党の政治家ロッジ・エヴァンス・モレス(1747–1822)はアイルランド庶民院議員を30年以上務めたのち、1800年合同法の可決に貢献した功績により1800年7月31日にアイルランド貴族であるキルケニー県におけるガルモイのフランクフォート男爵に叙された。彼は1815年6月17日に勅許状を得て、第3代マウントモレス子爵フランシス・ハーヴィー・モレス(1756–1833)、第3代準男爵サー・ウィリアム・エヴァンス・モレス(1763–1829)などの親族とともに姓を「ド・モンモランシー」に改めた。これはモンモランシー家の末裔であるとの主張による改姓だったが、系譜学者ジョン・ホレス・ラウンドやフランスのモンモランシー家の末裔からはでたらめな主張であると批判された。いずれにせよ、フランクフォート男爵は1816年1月12日にアイルランド貴族であるフランクフォート・ド・モンモランシー子爵に叙されている。
その孫である3代子爵レイモンド・ハーヴィー・ド・モンモランシー(1835–1902)は陸軍の軍人であり、クリミア戦争、インド大反乱、イギリスのアビシニア遠征に参戦した。また保守党所属の政治家でもあり、アイルランド貴族代表議員を務めた。
その次男にあたる4代子爵ウィロビー・ジョン・ホレス・ド・モンモランシー(1868–1917)が死去すると、爵位はすべて廃絶した。

## フランクフォート・ド・モンモランシー子爵（1816年）
- 初代フランクフォート・ド・モンモランシー子爵ロッジ・エヴァンス・ド・モンモランシー（1747年 – 1822年）
- 第2代フランクフォート・ド・モンモランシー子爵ロッジ・レイモンド・ド・モンモランシー（1806年 – 1889年）
- 第3代フランクフォート・ド・モンモランシー子爵レイモンド・ハーヴィー・ド・モンモランシー（1835年 – 1902年）
  - レイモンド・ハーヴィー・ロッジ・ジョセフ・ド・モンモランシー閣下（英語版）（1867年 – 1900年）
- 第4代フランクフォート・ド・モンモランシー子爵ウィロビー・ジョン・ホレス・ド・モンモランシー（1868年 – 1917年）